# Siceleg
Siceleg ou Ziklag est une ville biblique du pays de Canaan dans le Neguev, proche de la ville de Gaza l'une des cinq cités-états de la Philistie.
Elle fut donnée par le roi Philistin Akisch de Gath à David pour asile pendant qu'il fuyait la persécution de Saül.

## Localisations possibles
De nombreux sites archéologiques sont proposés pour la localisation de la ville biblique de Ziklag (ou Siceleg). On peut citer : 
- Le site antique d'Haluza situé dans le Néguev et qui faisait partie de la route de l'encens.
- Le tel appelé Tel Sera situé dans le Néguev à proximité de la ville de Netivot.

Les deux sites archéologiques ci-dessus ne sont pas crédibles car on ne trouve pas de destruction par le feu à l'époque de David.
- Le tel appelé Tel Zayit situé dans la région de la Shéphélah à proximité de la ville de Kiryat Gat.

Ce site archéologique est devenu crédible après la découverte de l'Abécédaire de Zayit le 15 juillet 2005 parmi les ruines d'un feu datant de l'époque de David

## Partage du pays de Canaan
Lors du partage du pays de Canaan, la ville de Ziklag (ou Siceleg) est attribuée à la tribu de Juda puis à la tribu de Siméon car la part des descendants de Juda est trop grande. Elle tombe ensuite aux mains des Philistins à l'époque des Juges.

## Refuge de David
David poursuivi par Saül fuit au pays des Philistins avec 600 hommes et ses deux femmes Achinoam et Abigaïl. Il offre ses services à Akisch le roi de Gath qui lui donne la ville de Ziklag (ou Siceleg).
Les Amalécites font une incursion, brûlent la ville de Ziklag (ou Siceleg), et s'emparent d'Achinoam et d'Abigaïl les deux femmes de David. David poursuit les Amalécites et délivre ses deux femmes puis retourne à Ziklag (ou Siceleg) et envoie une partie du butin aux anciens de Juda.
David se trouvant à Ziklag (ou Siceleg) apprend la mort de Saül et de son fils Jonathan. David quitte alors Ziklag (ou Siceleg), s'établit sur le territoire d'Hébron et devient roi.

## Source
Bible Crampon :
- 1 Samuel
  - 1 Samuel 27:6 Et, ce jour-là, Achis lui donna Siceleg ; c'est pourquoi Siceleg a appartenu aux rois de Juda jusqu'à ce jour.
  - 1 Samuel 30:1 Lorsque David arriva avec ses hommes le troisième jour à Siceleg, les Amalécites avaient fait une invasion dans le Négéb et à Siceleg ; ils avaient frappé Siceleg et l'avaient brûlée ;
  - 1 Samuel 30:14 Nous avons fait une incursion dans le Négéb des Céréthiens, et sur le territoire de Juda, et dans le Négéb de Caleb, et nous avons brûlé Siceleg. »
  - 1 Samuel 30:26 De retour à Siceleg, David envoya une partie du butin aux anciens de Juda, ses amis, en disant : « voici un présent pour vous sur le butin des ennemis de Yahweh. »

- 2 Samuel
  - 2 Samuel 1:1 Après la mort de Saül, David était revenu de battre les Amalécites, et David demeurait depuis deux jours à Siceleg.
  - 2 Samuel 4:10 Celui qui est venu me dire cette nouvelle : Voici que Saül est mort, celui-là était à ses propres yeux porteur d'une bonne nouvelle ; mais je l'ai fait saisir et mettre à mort à Siceleg, pour lui donner le salaire de son bon message.